# دانشگاه آرتوکلوی ماردین

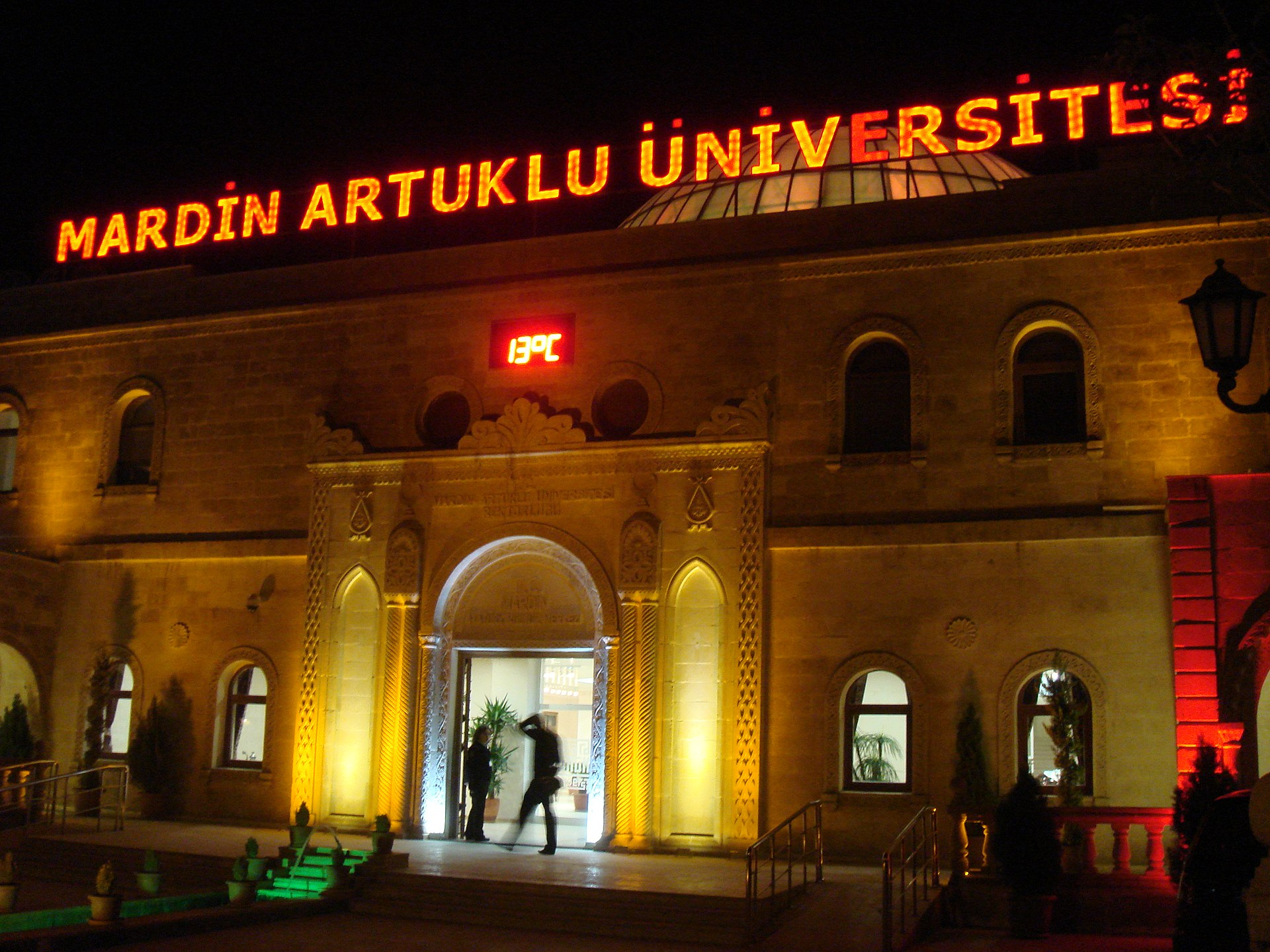
این دانشگاه در سال ۲۰۰۸

دانشگاه آرتوکلوی ماردین (به ترکی: Mardin Artuklu Üniversitesi، به کردی: Zanîngeha Artuklu ya Mêrdînê) یک دانشگاه دولتی در شهرستان آرتوکلو در استان ماردین ترکیه است.

## تاریخچه
دانشگاه آرتوکلوی ماردین دانشگاهی به نسبت جدید است که در ۲۸ مه ۲۰۰۷ توسط احمد نجدت سزر و در راستای اجرای قانون تأسیس مؤسسه‌های آموزش عالی و قانون کادرهای مؤسسه‌های آموزش عالی و نیز اصلاح مقررات مربوط به کارکنان و شیوه‌های مؤسسه‌های آموزش عالی افتتاح شد. فعالیت دانشگاه آرتوکلو در سال تحصیلی ۲۰۰۸-۲۰۰۷ با پذیرفتن ۸۳ دانشجو آغاز شد. این دانشگاه به سبب آنکه نخستین بار در تاریخ ترکیه محل آموزش زبان کردی بوده است شناخته شده‌است.

## زبان کردی
در سال تحصیلی ۲۰۰۱۲-۲۰۱۱ رشتهٔ زبان و ادبیات کردی در دانشگاه آرتوکلوی ماردین با پذیرفتن ۲۰ دانشجو در مقطع کارشناسی و کارشناسی ارشد آغاز به کار کرد.
حکومت ترکیه در ژانویهٔ ۲۰۱۷، شش استاد زبان کردی دانشگاه آرتوکلو ماردین را اخراج کرد. این ۶ استاد دانشگاه به نام‌های فرهاد ییلماز، مسعود کسکین، میکائیل بلبل، رمضان چچن، رمضان پرتو و سلیم تمو ارگول که عضو هیئت علمی انیستیتوی زبان‌های زندهٔ ترکیه، گروه زبان کردی و نیز گروه فرهنگ‌شناسی دانشگاه آرتوکلو بودند به بهانهٔ وضعیت اضطراری در ترکیه و تنها با حکم حکومت ترکیه از دانشگاه اخراج شدند.

## ساختار دانشگاه

### دانشکده‌ها
- دانشکدهٔ ادبیات
- دانشکدهٔ معماری
- دانشکدهٔ الهیات
- دانشکدهٔ هنرهای زیبا
- دانشکدهٔ اقتصاد و علوم اداری
- دانشکدهٔ فنی

### مؤسسه‌ها
- مؤسسهٔ علوم اجتماعی
- مؤسسهٔ علوم و فناوری
- مؤسسهٔ زبان‌های زنده
- کنسرواتوار دولتی

### مدرسه‌های حرفه‌ای
- مدرسهٔ حرفه‌ای ماردین
- مدرسهٔ حرفه‌ای میدیات
- مدرسهٔ حرفه‌ای قزل‌تپه
- مدرسهٔ حرفه‌ای نصیبین

### کالج‌ها
- مدرسهٔ بهداشت
- مدرسهٔ گردشگری و هتل‌داری